# Háromszarvú kaméleon
A háromszarvú kaméleon, más néven Jackson-kaméleon (Trioceros jacksonii) a hüllők (Reptilia) osztályának pikkelyes hüllők (Squamata) rendjébe, ezen belül a gyíkok (Sauria vagy Lacertilia) alrendjébe, a leguánalakúak (Iguania) alrendágába és a kaméleonfélék (Chamaeleonidae) családjába tartozó faj.
2009-ig a Chamaeleo hüllőnembe sorolták, Chamaeleo jacksonii néven.

## Előfordulása
Kenya, Tanzánia és Uganda erdeiben honos. Florida és Hawaii államokba betelepítették. A tengerszint feletti 2000 méteres magasságig is felhatolnak. Például Nairobiban, mely a tengerszint felett 1624 méter magasságban fekszik.

## Alfajai
- Chamaeleo jacksonii jacksonii (Boulenger, 1896)
- Chamaeleo jacksonii merumontanus (Rand, 1958)
- Chamaeleo jacksonii xantholophus (Eason, Ferguson & Hebrard, 1988)

## Megjelenése
A rég kihalt Triceratopshoz hasonlóan három szarva van. A hímé nagyobb, mint a nőstényé. A nőstények is színekkel jelzik esetleges fogamzó képességüket, illetve vemhességüket. Mind a kettő esetben a világoszöld színt lecserélik karakterisztikus mintákra. Egyes példányok struktúrája összekötözött, mohával benőtt fakéregre hasonlít.  Testhossza elérheti a 30–35 centimétert.

## Életmódja
Hosszú ragadós nyelvét kilövelli és elkapja a rovart, mint a többi kaméleon. Fogságban átlagosan 5–6,5 évig élnek.

## Szaporodása
A háromszarvú kaméleon a hüllők többségétől eltérően elevenszülő. 3-5 hónap alatt hozza világra 7–38 darab utódját. Az apróságok száma életkortól és az állat méretétől függ. A kicsik mérete átlagosan 50–55 milliméter, súlyuk csak 5–6 gramm. A kis kaméleonok színezete szürkésbarna vagy világos vörösesbarna, fehér, illetve krémszínű foltokkal tarkítva.